# Gianni Balzarini

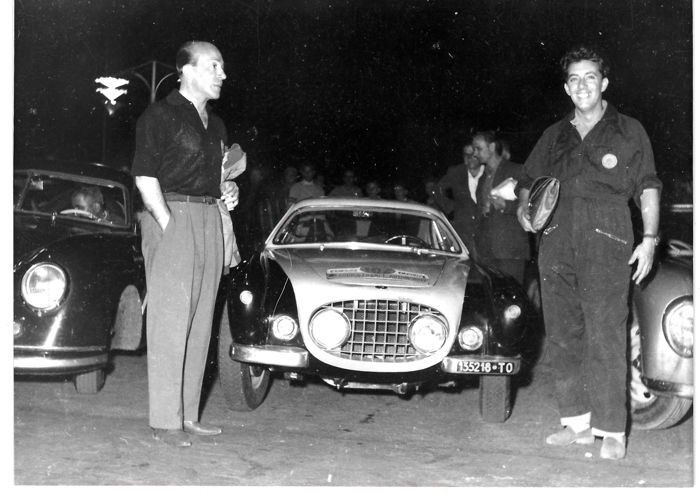
Gianni Balzarini (rechts) neben seinem Osca MT4, bei der Tour de France für Automobile 1952

Giovanni „Gianni“ Balzarini ist ein ehemaliger italienischer Autorennfahrer.

## Karriere
Balzarini war in den späten 1950er- und frühen 1960er-Jahren ein bekannter italienischer Sportwagen-Rennfahrer. 1959 gewann er gemeinsam mit Carlo-Maria Abate die Mille Miglia. Nach dem Ende dieses legendären Autorennens 1957 wurde die Veranstaltung 1958, 1959 und 1961 als eine Art Sternfahrt ohne sportlichen Wert ausgetragen. Von den 1453 Kilometern wurden nur 188 Kilometer im Renntempo gefahren und diese nur bei Bergaufpassagen.
Balzarini gewann zahlreiche Bergrennen in Italien und gehörte 1964 zur Porsche-Werksmannschaft bei der Targa Florio. Mit Herbert Linge als Teamkollegen wurde er hinter Colin Davis und Antonio Pucci im Porsche 904 GTS Zweiter in der Gesamtwertung. Bei der Tour de France für Automobile 1959 wurde er gemeinsam mit Abate auf einem Ferrari 250GT Fünfter in der Gesamtwertung der Sportwagen.
1962 war er als Werksfahrer für Abarth auch beim 24-Stunden-Rennen von Le Mans am Start, musste das Rennen nach einem technischen Defekt aber vorzeitig aufgeben.

## Statistik

### Le-Mans-Ergebnisse
| Jahr | Team               | Fahrzeug                   | Teamkollege  | Platzierung | Ausfallgrund    |
| ---- | ------------------ | -------------------------- | ------------ | ----------- | --------------- |
| 1962 | Abarth Corse & Cie | Abarth-Simca 1300 Bialbero | Franz Albert | Ausfall     | Getriebeschaden |

### Sebring-Ergebnisse
| Jahr | Team                 | Fahrzeug       | Teamkollege       | Platzierung | Ausfallgrund |
| ---- | -------------------- | -------------- | ----------------- | ----------- | ------------ |
| 1960 | Scuderia Serenissima | Ferrari 250 GT | Carlo-Maria Abate | Ausfall     | Ölverlust    |

### Einzelergebnisse in der Sportwagen-Weltmeisterschaft
| Saison | Team                 | Rennwagen                  | 1   | 2   | 3   | 4   | 5   | 6   | 7   | 8   | 9   | 10  | 11  | 12  | 13  | 14  | 15  | 16  | 17  | 18  | 19  | 20  | 21  | 22  |
| ------ | -------------------- | -------------------------- | --- | --- | --- | --- | --- | --- | --- | --- | --- | --- | --- | --- | --- | --- | --- | --- | --- | --- | --- | --- | --- | --- |
| 1953   |                      | Osca MT4                   | SEB | MIM | LEM | SPA | NÜR | RTT | CAP |     |     |     |     |     |     |     |     |     |     |     |     |     |     |     |
| 1953   | DNF                  | Osca MT4                   |     |     |     |     |     |     |     |     |     |     |     |     |     |     |     |     |     |     |     |     |     |     |
| 1955   |                      | Moretti 750S               | BUA | SEB | MIM | LEM | RTT | TAR |     |     |     |     |     |     |     |     |     |     |     |     |     |     |     |     |
| 1955   |                      | Moretti 750S               | 145 |     |     |     |     |     |     |     |     |     |     |     |     |     |     |     |     |     |     |     |     |     |
| 1956   |                      | Marino                     | BUA | SEB | MIM | NÜR | KRI |     |     |     |     |     |     |     |     |     |     |     |     |     |     |     |     |     |
| 1956   |                      | Marino                     | DNF |     |     |     |     |     |     |     |     |     |     |     |     |     |     |     |     |     |     |     |     |     |
| 1958   |                      | Alfa Romeo Giulietta SV    | BUA | SEB | TAR | NÜR | LEM | RTT |     |     |     |     |     |     |     |     |     |     |     |     |     |     |     |     |
| 1958   |                      | Alfa Romeo Giulietta SV    | 9   |     |     |     |     |     |     |     |     |     |     |     |     |     |     |     |     |     |     |     |     |     |
| 1960   | Scuderia Serenissima | Ferrari 250 GT             | BUA | SEB | TAR | NÜR | LEM |     |     |     |     |     |     |     |     |     |     |     |     |     |     |     |     |     |
| 1960   | Scuderia Serenissima | Ferrari 250 GT             | DNF |     |     |     |     |     |     |     |     |     |     |     |     |     |     |     |     |     |     |     |     |     |
| 1961   | Scuderia Serenissima | Fiat-Abarth 1000S          | SEB | TAR | NÜR | LEM | PES |     |     |     |     |     |     |     |     |     |     |     |     |     |     |     |     |     |
| 1961   | Scuderia Serenissima | Fiat-Abarth 1000S          | DNF |     |     |     |     |     |     |     |     |     |     |     |     |     |     |     |     |     |     |     |     |     |
| 1962   | Abarth               | Abarth-Simca 1300 Bialbero | DAY | SEB | SEB | MAI | TAR | BER | NÜR | LEM | TAV | CCA | RTT | NÜR | BRI | BRI | PAR |     |     |     |     |     |     |     |
| 1962   | Abarth               | Abarth-Simca 1300 Bialbero |     |     |     |     |     |     |     | DNF |     |     |     |     |     |     | DNF |     |     |     |     |     |     |     |
| 1963   | Abarth               | Abarth-Simca 1300 Bialbero | DAY | SEB | SEB | TAR | SPA | MAI | NÜR | CON | ROS | LEM | MON | WIS | TAV | FRE | CCE | RTT | OVI | NÜR | MON | MON | TDF | BRI |
| 1963   | Abarth               | Abarth-Simca 1300 Bialbero |     |     |     |     |     |     | DNF |     |     |     |     |     | 17  |     |     |     |     |     |     |     |     |     |
| 1964   | Porsche              | Porsche 904                | DAY | SEB | TAR | MON | SPA | CON | NÜR | ROS | LEM | REI | FRE | CCE | RTT | SIM | NÜR | MON | TDF | BRI | BRI | PAR |     |     |
| 1964   | Porsche              | Porsche 904                | 2   |     |     |     |     |     |     |     |     |     |     |     |     |     |     |     |     |     |     |     |     |     |